# مجلس عالی تاجیکستان
مجلس عالی جمهوری تاجیکستان، که به سادگی با نام مجلس عالی نیز شناخته می‌شود، پارلمان تاجیکستان است.

## ترکیب
پارلمان جمهوری تاجیکستان از دو مجلس تشکیل شده‌است:
- پایینی — مجلس نمایندگان (تاجیکی: Маҷлиси намояндагон).
- بالایی — مجلس ملی (تاجیکی: Маҷлиси миллӣ).

بر اساس قانون اساسی جمهوری تاجیکستان، مجلس نمایندگان از ۶۳ نماینده تشکیل شده‌است که از طریق رای‌گیری مخفی بر اساس حق رای عمومی، برابر و مستقیم انتخاب می‌شوند. ۲۲ نماینده از طریق نظام تناسبی و ۴۱ نماینده از حوزه‌های انتخابیه تک‌نماینده‌ای انتخاب می‌شوند. مجلس نمایندگان به صورت دائمی و حرفه‌ای فعالیت می‌کند. هر شهروند بالای ۳۰ سال (بر اساس قانون اساسی فعلی جمهوری تاجیکستان) می‌تواند به عنوان نماینده مجلس نمایندگان مجلس عالی جمهوری تاجیکستان انتخاب شود.
مجلس ملی جمهوری تاجیکستان از ۳۳ عضو تشکیل شده‌است که ۲۵ نفر از آن‌ها از طریق رای‌گیری مخفی در جلسات مشترک نمایندگان ولایت خودمختار بدخشان کوهستانی، شهرها و نواحی آن، شهر دوشنبه و نواحی آن، شهرها و نواحی تابعه جمهوری انتخاب می‌شوند. ۸ عضو توسط رئیس‌جمهور تاجیکستان منصوب می‌شوند. در مجلس ملی، همه واحدهای اداری-سرزمینی جمهوری دارای تعداد مساوی نماینده هستند. هر شهروند بالای ۳۰ سال با تحصیلات عالی می‌تواند به عنوان عضو مجلس ملی مجلس عالی جمهوری تاجیکستان انتخاب شود. هر رئیس‌جمهور سابق جمهوری تاجیکستان مادام‌العمر عضو مجلس ملی است، مگر اینکه داوطلبانه از این حق صرف نظر کند.
دوره تصدی مجلس عالی ۵ سال است. پس از انقضای این دوره، انتخابات جدید برگزار می‌شود. اختیارات مجلس نمایندگان و مجلس ملی در روز آغاز به کار مجلس عالی دوره جدید به پایان می‌رسد.
قضات، اعضای دولت، کارمندان نهادهای انتظامی، پرسنل نظامی و سایر افراد پیش‌بینی‌شده در قانون اساسی نمی‌توانند عضو مجلس ملی باشند. یک شهروند نمی‌تواند همزمان نماینده مجلس نمایندگان و عضو مجلس ملی باشد. نماینده مجلس نمایندگان نمی‌تواند نماینده هیچ نهاد نمایندگی دیگری باشد، شغل دیگری داشته باشد، به فعالیت‌های تجاری و سایر فعالیت‌ها به جز فعالیت‌های علمی و خلاقانه بپردازد. عضو مجلس ملی نمی‌تواند نماینده بیش از دو نهاد نمایندگی باشد.

## ساختار

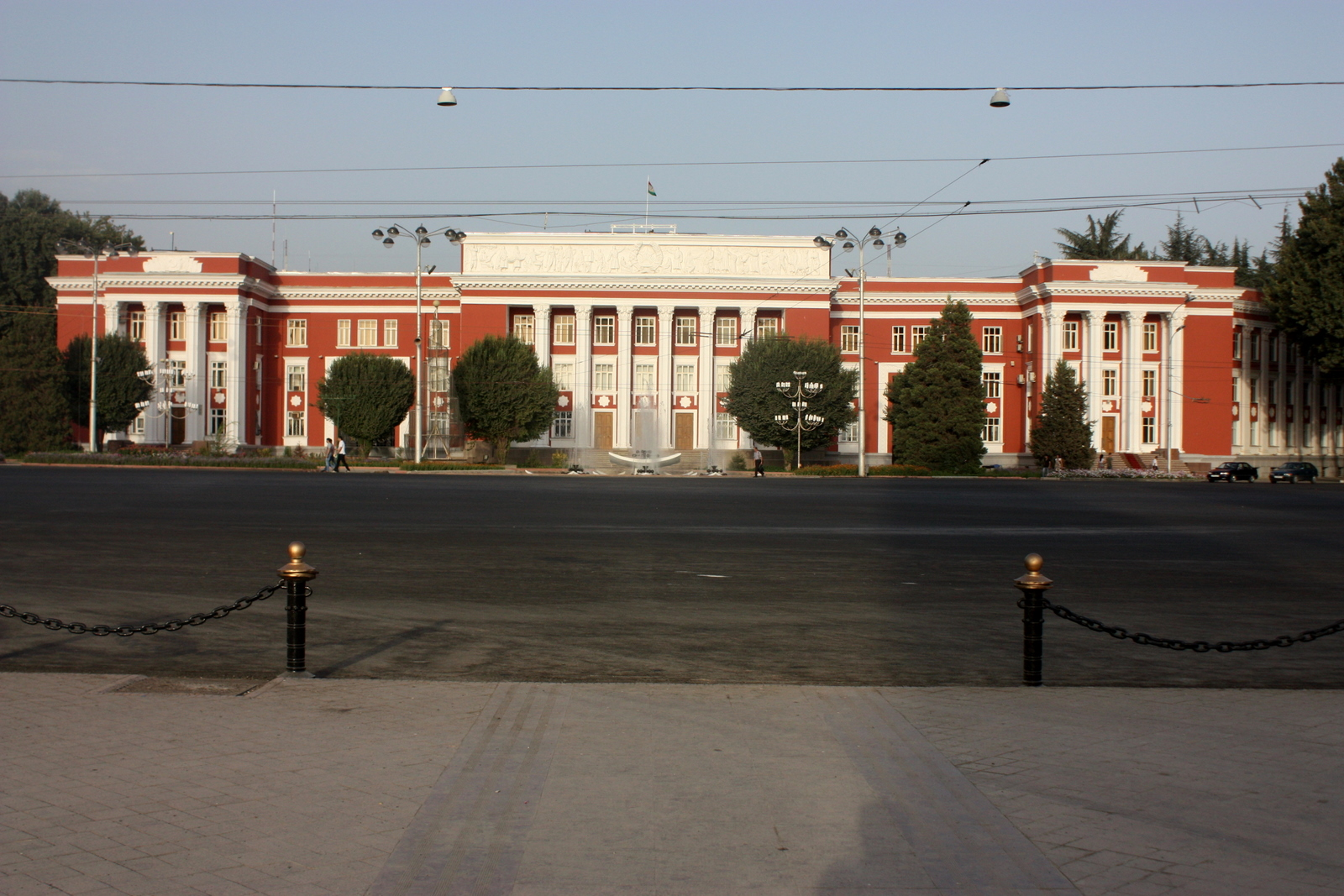
ساختمان پارلمان در مرکز دوشنبه (خیابان رودکی، پلاک ۴۲)

فعالیت مجلس عالی در قالب جلسات انجام می‌شود. ظرف یک ماه پس از انتخابات، اولین جلسه مجلس عالی توسط رئیس جمهور جمهوری تاجیکستان تشکیل می‌شود. اولین جلسه مجلس نمایندگان و مجلس ملی توسط مسن‌ترین نماینده افتتاح شده و تا زمان انتخاب روسای این مجالس اداره می‌شود. پس از انتخاب رئیس مجلس ملی، جلسات بعدی توسط رئیس حداقل دو بار در سال تشکیل می‌شود. جلسات مجلس نمایندگان یک بار در سال از اولین روز کاری اکتبر تا آخرین روز کاری ژوئن برگزار می‌شود. رئیس جمهور جمهوری تاجیکستان حق دارد در صورت ضرورت ویژه، جلسات فوق‌العاده تشکیل دهد که در آن فقط موضوعاتی بررسی می‌شوند که مبنای تشکیل این جلسات بوده‌اند. مجلس نمایندگان و مجلس ملی از میان نمایندگان و اعضای خود، روسای مجالس و معاونان آنها را انتخاب می‌کنند.

### نحوه انتخاب روسا و معاونان مجالس
روسای مجلس نمایندگان و مجلس ملی با رای مخفی و با اکثریت آرای کل نمایندگان و اعضای آنها انتخاب می‌شوند. روسا و معاونان مجلس نمایندگان و مجلس ملی جلسات را اداره کرده و سایر مسائل مربوطه را نیز حل و فصل می‌کنند. مجالس به طور مستقل کمیته‌ها و کمیسیون‌ها را تشکیل می‌دهند، نهادهای هماهنگی و کاری خود را ایجاد می‌کنند، جلسات استماع پارلمانی مربوط به حوزه اختیارات مجالس را برگزار می‌کنند و آیین‌نامه خود را تصویب می‌کنند.

### جلسات
مجلس نمایندگان و مجلس ملی به طور جداگانه تشکیل جلسه می‌دهند، به جز در موارد زیر:
ادای سوگند رئیس جمهور، استعفای وی و استماع پیام‌های رئیس جمهور جمهوری تاجیکستان؛
سخنرانی روسای کشورهای خارجی؛
تصویب فرامین رئیس جمهور در مورد اعلام وضعیت جنگی و اضطراری؛
موافقت با استفاده از نیروهای مسلح جمهوری تاجیکستان در خارج از مرزهای آن برای انجام تعهدات بین‌المللی تاجیکستان؛
تصویب فرامین رئیس جمهور در مورد انتصاب و برکناری نخست‌وزیر و اعضای دولت؛
بررسی پیام‌های رئیس جمهور در مورد جهت‌گیری‌های اصلی سیاست داخلی و خارجی دولت بدون تصویب مصوبه؛
تعیین حقوق رئیس جمهور؛
تعیین زمان برگزاری انتخابات ریاست جمهوری؛
بررسی موضوع مصونیت رئیس جمهور.
جلسات مجلس نمایندگان و مجلس ملی به صورت علنی برگزار می‌شود، با این حال، در مواردی که در قانون و آیین‌نامه‌های مجالس پیش‌بینی شده است، ممکن است جلسات غیرعلنی برگزار شود. جلسات مجلس نمایندگان و مجلس ملی در صورتی رسمیت دارند که حداقل دو سوم نمایندگان و اعضای کل نمایندگان در آنها حضور داشته باشند.

### فراکسیون‌ها
ترکیب فراکسیون‌های احزاب سیاسی در مجلس سفلی پارلمان تاجیکستان، بر اساس نتایج انتخابات پارلمانی سال ۲۰۲۵.
| فراکسیون                    | رهبر             | تعداد نمایندگان                 | سهم آرا |
| --------------------------- | ---------------- | ------------------------------- | ------- |
| حزب دموکراتیک خلق تاجیکستان | محفِرات خیادیرُوا  | ۱۶+ (۳۵ در حوزه‌های تک‌نماینده‌ای) | ۶۲٫۵ %  |
| حزب کشاورزی                 | رستم لطیف‌زاده    | ۳+ (۲ در حوزه‌های تک‌نماینده‌ای)   | ۱۱٫۸ %  |
| حزب اصلاحات اقتصادی         | اُلیم بابایِف      | ۲                               | ۷٫۶ %   |
| حزب سوسیالیست               | عبدالحلیم غفاروف | ۱                               | ۵٫۵ %   |

## اختیارات
حق ابتکار قانون‌گذاری متعلق است به نمایندگان مجلس نمایندگان، عضو مجلس ملی، رئیس جمهور جمهوری تاجیکستان، دولت تاجیکستان، و همچنین دادگاه‌های قانون اساسی، عالی و عالی اقتصادی در محدوده صلاحیت آنها.
پیش‌نویس قوانین برای بررسی به مجلس سفلی پارلمان تاجیکستان — مجلس نمایندگان — ارائه می‌شود. پیش‌نویس قانون با اکثریت آرای کل نمایندگان تصویب می‌شود. در صورت تصویب پیش‌نویس قانون در مجلس نمایندگان، به مجلس علیا — مجلس ملی — ارسال می‌شود. قانون در صورتی مصوب مجلس ملی تلقی می‌شود که اکثریت کل اعضای آن به آن رای داده باشند. در صورت رد پیش‌نویس قانون در مجلس ملی، پیش‌نویس قانون برای بررسی مجدد به مجلس نمایندگان ارسال می‌شود. اگر مجلس نمایندگان با تصمیم مجلس ملی موافق نباشد، پیش‌نویس قانون در صورتی می‌تواند تصویب شود که حداقل دو سوم کل نمایندگان مجلس نمایندگان به آن رای داده باشند.
پیش‌نویس قوانین مصوب برای امضا و انتشار به رئیس جمهور جمهوری تاجیکستان ارائه می‌شود. رئیس جمهور ظرف پانزده روز حق دارد در صورتی که با پیش‌نویس قانون ارائه شده موافق نباشد، آن را به مجلس نمایندگان بازگرداند. مجلس نمایندگان و مجلس ملی طبق روال مقرر در قانون اساسی باید سند را مجدداً بررسی و اصلاح کنند. پس از آن، پیش‌نویس قانون مجدداً به رئیس جمهور ارسال می‌شود. رئیس جمهور ظرف ده روز پیش‌نویس قانون را امضا و منتشر می‌کند. در صورتی که پیش‌نویس قانون با همان متن قبلی با اکثریت آرای نمایندگان و اعضای مجلس نمایندگان و مجلس ملی تصویب شود، رئیس جمهور ظرف ده روز باید پیش‌نویس قانون را امضا و منتشر کند.
اختیارات مجلس نمایندگان:
تشکیل کمیسیون مرکزی انتخابات و برگزاری همه‌پرسی جمهوری تاجیکستان، انتخاب و عزل رئیس، معاون و اعضای کمیسیون به پیشنهاد رئیس جمهور؛
ارائه پیش‌نویس قوانین و سایر مسائل مهم دولتی و اجتماعی برای بحث عمومی؛
تصویب برنامه‌های اجتماعی-اقتصادی؛
دادن اجازه برای صدور و دریافت وام دولتی؛
تصویب و لغو معاهدات بین‌المللی؛
تعیین زمان برگزاری همه‌پرسی؛
تشکیل دادگاه‌ها؛
تصویب نمادهای دولتی؛
تصویب جوایز دولتی؛
تصویب فرامین رئیس جمهور در مورد انتصاب و برکناری رئیس بانک ملی و معاونان وی؛
تعیین درجات نظامی، رتبه‌های دیپلماتیک و سایر درجات ویژه؛
اعمال سایر اختیارات تعیین شده توسط قانون اساسی و قوانین.
اختیارات مجلس ملی:
تشکیل، انحلال و تغییر واحدهای اداری-سرزمینی؛
انتخاب و عزل رئیس، معاونان و قضات دادگاه قانون اساسی، دادگاه عالی و دادگاه عالی اقتصادی به پیشنهاد رئیس جمهور؛
حل و فصل مسئله سلب مصونیت رئیس، معاونان و قضات دادگاه قانون اساسی، دادگاه عالی و دادگاه عالی اقتصادی؛
دادن موافقت برای انتصاب و برکناری دادستان کل و معاونان وی؛
اعمال سایر اختیارات تعیین شده توسط قانون اساسی و قوانین.

## خودانحلال
مجلس عالی این حق را دارد که پیش از موعد با موافقت دست‌کم دو سوم نمایندگان مجلس نمایندگان و اعضای مجلس ملی خود را منحل کند. مجلس عالی در دوره وضعیت اضطراری یا جنگی نمی‌تواند منحل شود.

## ساختمان
از سال ۱۹۹۱، مجلس عالی در ساختمان سابق شورای عالی در میدان دوستی مستقر بود. از سال ۲۰۲۴، در کاخ جدید پارلمان در خیابان رودکی مستقر است. این ساختمان با سبک تاجیکی و کمک چین، با مساحت ۴۳۷۵۰ متر مربع، دارای نمای مرمر سفید و گنبد ۷۰ متری است. این ساختمان شامل یک سالن اجتماعات بزرگ با ۱۵۰۰ صندلی، سالن‌های مجلس علیا و سفلی با ۲۵۰ صندلی در هر کدام، یک سالن کنفرانس مطبوعاتی با ۳۵۰ صندلی و بسیاری اتاق‌های دیگر است.

## دوره‌ها

### تنها دوره (۱۹۹۵–۲۰۰۰)
| حزب                                  | کرسی‌ها | نوار ترکیب |
| ------------------------------------ | ------ | ---------- |
| مستقل                                | ۱۱۳    | ۱۱۳ از ۱۸۱ |
| حزب کمونیست تاجیکستان                | ۶۰     | ۶۰ از ۱۸۱  |
| حزب خلق تاجیکستان                    | ۵      | ۵ از ۱۸۱   |
| حزب وحدت ملی و توافق تاجیکستان       | ۲      | ۲ از ۱۸۱   |
| حزب نوسازی اقتصادی و سیاسی تاجیکستان | ۱      | ۱ از ۱۸۱   |

### دوره اول (۲۰۰۰–۲۰۰۵)
| حزب                         | کرسی‌ها | نوار ترکیب |
| --------------------------- | ------ | ---------- |
| حزب دموکراتیک خلق تاجیکستان | ۳۶     | ۳۶ از ۶۳   |
| حزب کمونیست تاجیکستان       | ۱۳     | ۱۳ از ۶۳   |
| مستقل                       | ۱۰     | ۱۰ از ۶۳   |
| نهضت اسلامی تاجیکستان       | ۲      | ۲ از ۶۳    |
| کرسی‌های خالی                | ۲      | ۲ از ۶۳    |

### دوره دوم (۲۰۰۵–۲۰۱۰)
| حزب                         | کرسی‌ها | نوار ترکیب |
| --------------------------- | ------ | ---------- |
| حزب دموکراتیک خلق تاجیکستان | ۴۹     | ۴۹ از ۶۳   |
| حزب کمونیست تاجیکستان       | ۴      | ۴ از ۶۳    |
| نهضت اسلامی تاجیکستان       | ۲      | ۲ از ۶۳    |
| کرسی‌های خالی                | ۸      | ۸ از ۶۳    |

### دوره سوم (۲۰۱۰–۲۰۱۵)
| حزب                           | کرسی‌ها | نوار ترکیب |
| ----------------------------- | ------ | ---------- |
| حزب دموکراتیک خلق تاجیکستان   | ۵۵     | ۵۵ از ۶۳   |
| حزب کمونیست تاجیکستان         | ۲      | ۲ از ۶۳    |
| نهضت اسلامی تاجیکستان         | ۲      | ۲ از ۶۳    |
| حزب کشاورزی تاجیکستان         | ۲      | ۲ از ۶۳    |
| حزب اصلاحات اقتصادی تاجیکستان | ۲      | ۲ از ۱۰۰   |

### دوره چهارم (۲۰۱۵–۲۰۲۰)
| حزب                           | کرسی‌ها | نوار ترکیب |
| ----------------------------- | ------ | ---------- |
| حزب دموکراتیک خلق تاجیکستان   | ۵۱     | ۵۱ از ۶۳   |
| حزب کشاورزی تاجیکستان         | ۵      | ۵ از ۶۳    |
| حزب اصلاحات اقتصادی تاجیکستان | ۳      | ۳ از ۶۳    |
| حزب کمونیست تاجیکستان         | ۲      | ۲ از ۶۳    |
| حزب دموکراتیک تاجیکستان       | ۱      | ۱ از ۶۳    |
| حزب سوسیالیست تاجیکستان       | ۱      | ۱ از ۶۳    |

### دوره پنجم (۲۰۲۰–۲۰۲۵)
| حزب                           | کرسی‌ها | نوار ترکیب |
| ----------------------------- | ------ | ---------- |
| حزب دموکراتیک خلق تاجیکستان   | ۴۷     | ۴۷ از ۶۳   |
| حزب کشاورزی تاجیکستان         | ۷      | ۷ از ۶۳    |
| حزب اصلاحات اقتصادی تاجیکستان | ۵      | ۵ از ۶۳    |
| حزب کمونیست تاجیکستان         | ۲      | ۲ از ۶۳    |
| حزب دموکراتیک تاجیکستان       | ۱      | ۱ از ۶۳    |
| حزب سوسیالیست تاجیکستان       | ۱      | ۱ از ۶۳    |

### دوره ششم (۲۰۲۵–۲۰۳۰)
| حزب                           | کرسی‌ها | نوار ترکیب |
| ----------------------------- | ------ | ---------- |
| حزب دموکراتیک خلق تاجیکستان   | ۴۹     | ۴۹ از ۶۳   |
| حزب کشاورزی تاجیکستان         | ۷      | ۷ از ۶۳    |
| حزب اصلاحات اقتصادی تاجیکستان | ۵      | ۵ از ۶۳    |
| حزب دموکراتیک تاجیکستان       | ۱      | ۱ از ۶۳    |
| حزب سوسیالیست تاجیکستان       | ۱      | ۱ از ۶۳    |

## نگارخانه

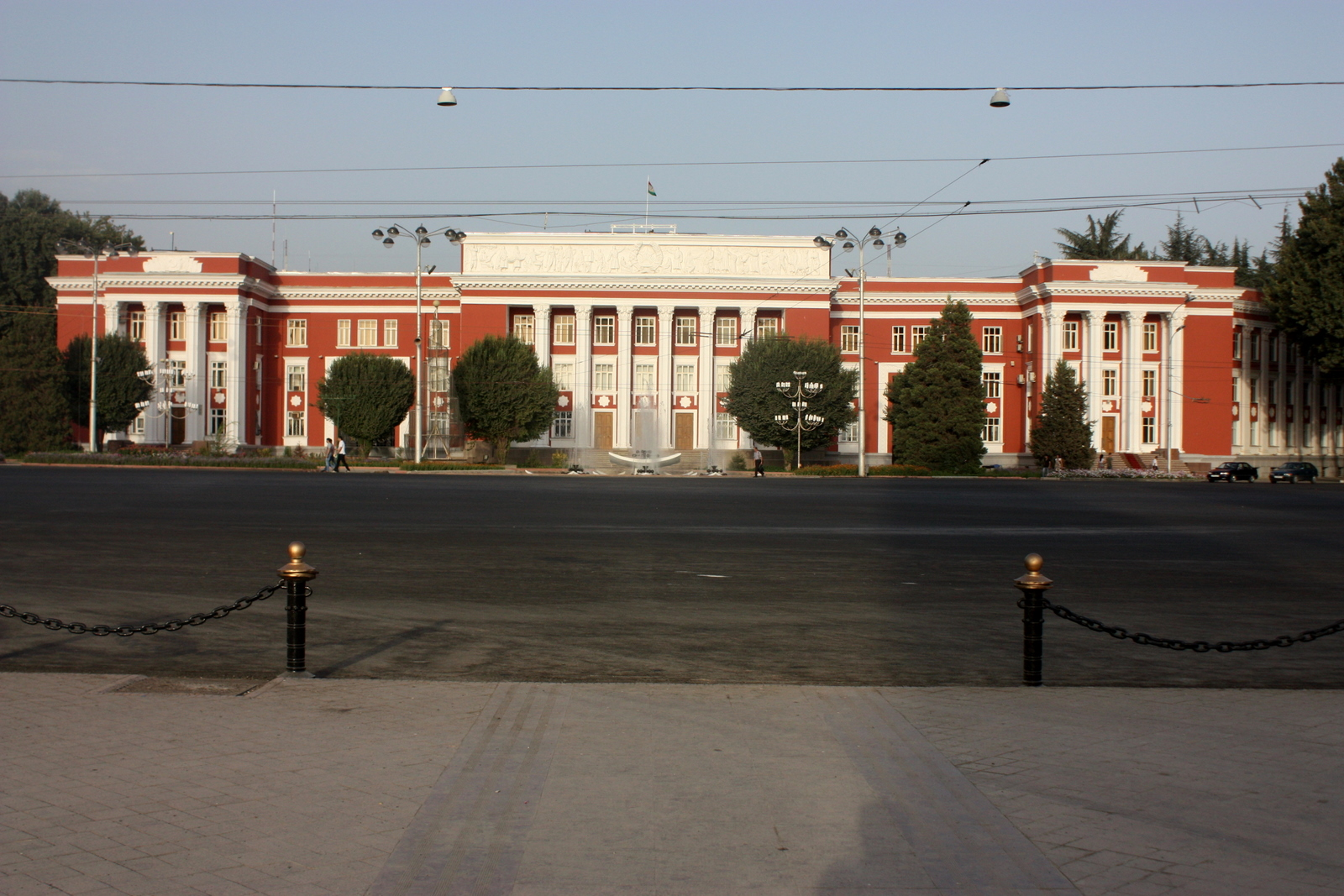
ساختمان قدیمی پارلمان
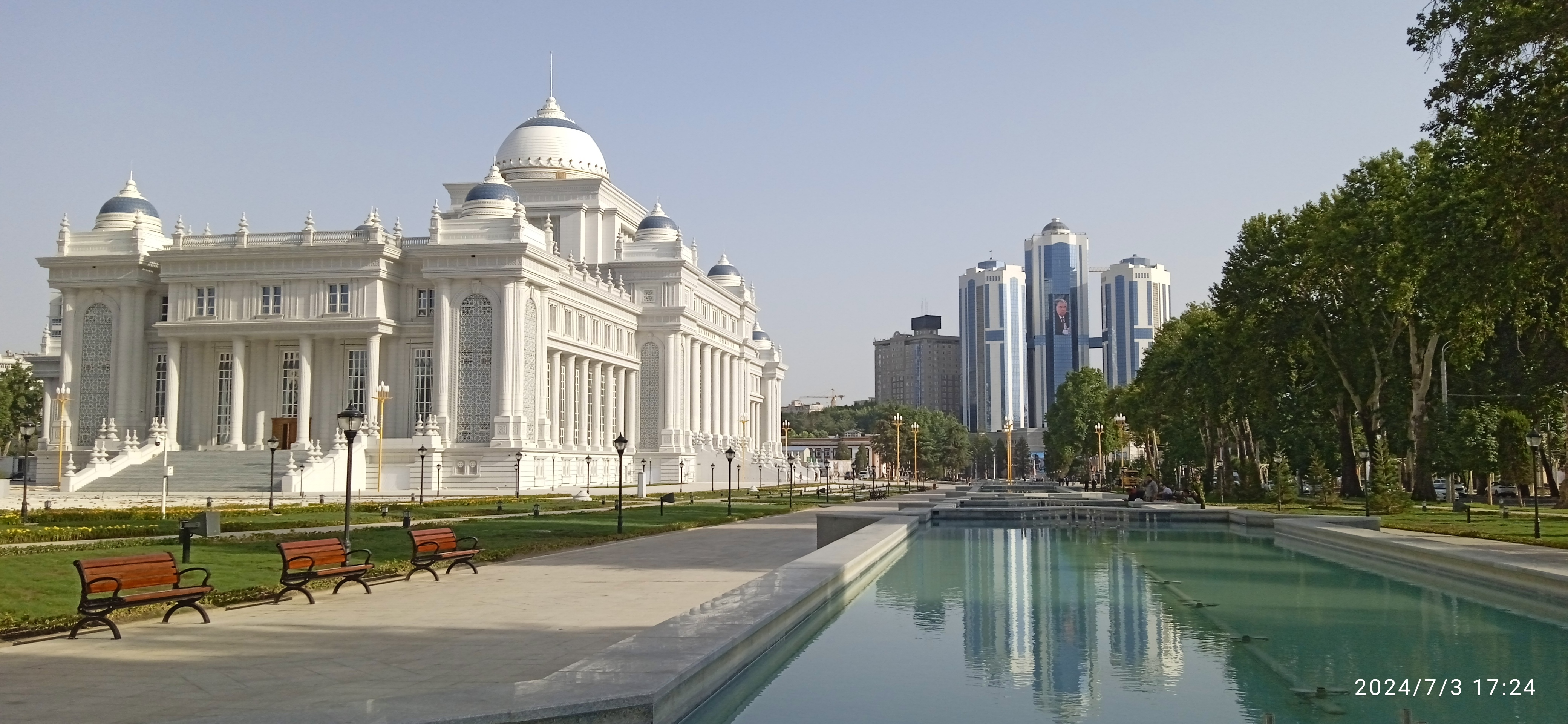
ساختمان جدید پارلمان

## پیوندهای بیرونی
```
* 
وبگاه رسمی
```

الگو:Tajikistan topics
الگو:National bicameral legislatures